# Bufo tuberospinius
Espèce
Synonymes
- Torrentophryne tuberospinia Yang, Liu & Rao, 1996

Bufo tuberospinius est une espèce d'amphibiens de la famille des Bufonidae.

## Répartition
Cette espèce est endémique du xian de Tengchong au Yunnan en Chine. Elle se rencontre vers 1 900 m d'altitude.

## Publication originale
- Yang, Liu & Rao, 1996 : A new toad genus of Bufonidae - Torrentophryne from transhimalaya mountain of Yunnan of China with its biology. Zoological Research, vol. 17, no 1, p. 1-7.